# Guillaume Rutten
Guillaume Rutten (Stokkem, 24 september 1895 - Genk, 30 augustus 1966) was een Belgisch senator.

## Levensloop
Beroepshalve mijnwerker, klom hij op in de hiërarchie van de socialistische partij.
Hij werd provincieraadslid voor Limburg (1940-1950 en 1964-1961) en gemeenteraadslid van Stokkem (1952-1958).
Hij werd verkozen tot BSP-senator voor het arrondissement Tongeren-Maaseik en vervulde dit mandaat tot in 1965.